# 费安娜
费安娜（英語：Anna Fairman；2000年10月13日—），中国、美国女子冰球运动员。出生于美国密歇根州特洛伊。身高170厘米（5英尺7英寸）。体重137磅（62千克）。司职后卫。

## 经历
在罗伯特莫里斯大学打过大学冰球。三度获得密歇根州冠军，并在2018年和2019年参加19岁以下美国国家队比赛获得两枚银牌。罗伯特莫里斯大学队是美国大学生冰球联赛第一梯队。2020年获美国高校冰球联盟常规赛冠军。2021年开始打职业冰球，加入万科阳光队。入籍中国成为中国队的一员。奥运会期间，她发布了记录她在奥运村时光的视频，在TikTok上走红。她现在在长岛大学打球。
代表中國國家女子冰球隊参加了2022年北京冬奥会女子冰球比赛。

## 家庭
有华人血统。